# Santa Rita, Salamanca
Santa Rita är en ort i Mexiko.   Den ligger i kommunen Salamanca och delstaten Guanajuato, i den centrala delen av landet, 240 km nordväst om huvudstaden Mexico City. Santa Rita ligger 1 731 meter över havet och antalet invånare är 724.
Terrängen runt Santa Rita är platt åt sydväst, men åt nordost är den kuperad. Terrängen runt Santa Rita sluttar söderut. Runt Santa Rita är det tätbefolkat, med 266 invånare per kvadratkilometer. Närmaste större samhälle är Salamanca, 10,9 km väster om Santa Rita. Trakten runt Santa Rita består till största delen av jordbruksmark.